# Arnolfo di Orléans
Arnolfo d'Orléans (Orléans, XII secolo – ...) è stato un letterato francese, autore di commenti alle opere di Ovidio e Lucano, che ha insegnato nelle scuole di Orléans durante la seconda metà del XII secolo.

## Biografia
Non abbiamo dati precisi sulla sua vita: possiamo dire con certezza solo che nacque ad Orléans, perché egli stesso si definisce Aurelianensis, cioè nativo della città francese. Altre notizie ci arrivano attraverso l'eco di odii e polemiche che egli suscitò, non ci è dato sapere se a torto o a ragione. La sua polemica con Matteo di Vendôme, suo contemporaneo, e i violenti attacchi subiti, consentono di datare con una certa precisione il periodo in cui operò come maestro: la seconda metà del XII secolo. Anche Ugo Primate, un altro grande nome dell'ambiente culturale di Orléans, fu suo nemico.

### La polemica con Matteo di Vendôme
Che Matteo attacchi Arnolfo nella sua Ars versificatoria non vi sono dubbi: l'autore tiene a precisare che, ogni qual volta che egli userà l'appellativo Rufus o Rufinus, ossia rosso, fulvo, rossiccio, vuole riferirsi ad Arnolfo di Saint-Euverte, che non cessa di offenderlo, malgrado la lontananza, poiché l'invidia avvelena la sua lingua. Matteo non si trattiene certo dall'approfittare della credenza popolare che riconosceva nella capigliatura o carnagione rossa un tratto negativo. Dell'attributo rufus l'Ars propone ogni possibile esemplificazione, anche oscena: l'appellativo viene esteso anche alla donna e alla madre di Arnolfo.
La ragione della discordia tra di loro potrebbe essere stata il differente modo di interpretare e introdurre gli auctores agli studenti, ambito didattico per cui era famosa la scuola di Orléans. Matteo si proponeva come un innovatore, urtando così le tendenze conservatrici ivi imperanti: a suo giudizio lo studio doveva essere accompagnato dalla creazione e pretendeva che a tal fine fossero sufficienti i modelli, l'imitazione e le norme retoriche della sua Ars, niente glosule e allegorie, ma opere ispirate dall'ammirazione per l'arte di Ovidio. Tutto ciò dovette renderlo inviso ai maestri della città francese, ma ad Arnolfo in particolare: in quest'età, da Ludwig Traube definita aetas ovidiana, il poeta classico è presentato nella Battaile des septs arts di Henri d'Andeli come uno dei punti di riferimento d'Orléans e, considerando l'ampia lista di commentari volti ad introdurne le opere preparati da Arnolfo, doveva essere l'autore da lui prediletto e più impiegato durante l'insegnamento. Al progressismo di Matteo si opponeva il conservatorismo di Arnolfo: Egli analizzava l'autore grammaticalmente, proponeva una parafrasi continua del testo chiosata da ripetute e ampie glosse di storia, mitologia, scienza e adduceva volentieri interpretazioni moraleggianti. Matteo era, invece, un modello di retore-poeta che disprezza la pedanteria. Non poteva esservi concordia tra i due. Riguardo alla teoria, accettata da qualche studioso, per cui Matteo di Vendôme avrebbe abbandonato Orléans a causa di Arnolfo, Orlandi scrive: 
“Alcuni si spingono a immaginare che il trasferimento di Matteo di Vendôme a Parigi sia stato una conseguenza della sua contesa con Arnolfo; dunque una specie di esilio... nella capitale. A parte questa barzelletta...”.

## Le opere di sicura attribuzione[7]
La totalità delle opere tramandateci col suo nome è legata alla scuola e all'insegnamento: a tal fine compose i suoi commenti ai classici, soprattutto Ovidio, la cui diffusione fu straordinaria. Ad Arnolfo è, però, attribuita anche la commedia elegiaca Lidia.

### IFasti
Sembra che il commentario sui Fasti di Arnolfo abbia goduta di una certa diffusione. Le glosse pervenuteci sono solo il substrato della sua lectio pubblica e non corrispondono probabilmente a tutto lo svolgimento. La chiosa chiara e aneddotica segue linee molto semplici e si accontenta di cognizioni generali, rendendo così più facile e accessibile l'opera. Arnolfo è conscio dell'obiettivo di Ovidio: recare l'ausilio della sua musa alla volontà di restaurazione del culto religioso programmato dall'impero, placare l'ira dei più morigerati concittadini e conciliarsi il favore di Germanico. Il commento evita di scendere troppo ad elementari chiarimenti della lettera, si concentra principalmente su storia, mitologia e, qualora occorra, astrologia, solo raramente di grammatica. Non vi sono tentativi di critica del testo, Arnolfo mostra però un modesto interesse per la raccolta di varianti.

### Ars amatoria,Remedia amoris,Amores
Nel commentario all'Ars amatoria e ai Remedia amoris la glossa è continua ma succinta e limitata al chiarimento di particolarità e allusioni più notevoli del testo. La spezzatura imposta dal metodo lemmatico fa supporre che i vari lemmi incorniciassero il testo ovidiano, oppure che il maestro, al momento della lettura, facesse precedere una parafrasi generale, non destinata ad essere trascritta. Si nota una generale incertezza delle sue cognizioni storiche e geografiche, ma contemporaneamente anche la prudenza che lo trattiene dall'abbandonarsi a spiegazioni fantastiche. 
Riguardo all'Ars, è doveroso notare che un commento agli infamanti libelli amatori nel XII secolo è cosa più unica che rara. Questo di Arnolfo è probabilmente uno dei primi assalti all'antico ostracismo. Tuttavia la crudezza con la quale egli toglie ogni velo alle allusioni di Ovidio, anche nei tratti più lubrici, e l'interesse che mostra nell'illustrare particolari indecenti – benché sia noto l'uso poco castigato che erano soliti fare di tali piacevolezze i dotti medievali – indurrebbero a pensare che queste chiose siano estratte da un codice postillato da Arnolfo e che non siano il frutto delle sue pubbliche lezioni.
Il commento di Arnolfo ai Remedia amoris è il primo esempio di glossa metodica continuata di tutto il poemetto, nonostante non manchino allusioni e citazioni dell'opera nel Medioevo. Il grammatico aurelianense, secondo una diffusa tradizione medievale, lo ritiene costituito di due libri, ma intuisce correttamente di non trovarsi davanti a una palinodia del principale poema amatorio. L'interpretazione si mostra in generale vigile e la sua mente aperta e penetrante. L'incertezza mostrata in alcuni passi controversi, e la giustapposizione, priva di una scelta decisa, di più interpretazioni, devono essere imputate più alla scrupolosità del maestro che a una assenza di spirito critico. Se trascuriamo mende da poco conto, come etimologie bizzarre e qualche altro particolare errato, il risultato finale si mostra comunque di valore.
Arnolfo ha allestito anche un commentario agli Amores di Ovidio.

### LeMetamorfosi
Le metamorfosi erano un testo fondamentale nel curriculum delle scuole di Orléans. Nel commento di Arnolfo al capolavoro ovidiano troviamo il solito accessus all'inizio, comprendente notizie di carattere generale, come la biografia del poeta, evitando, come faranno i biografi posteriori del XIII secolo e soprattutto del XIV, di etimologizzare bizzarramente sul suo nome e fantasticare sulle cause dell'esilio. Arnolfo ricava le informazioni della sua vita Ovidii attraverso le opere stesse dell'autore, specie i Fasti e i Tristia. Il canone da lui stabilito, comprende in ordine di tempo: Heroides, Amores, Ars amatoria, Remedia amoris, Metamorphoses, Fasti, Tristia (scritti in parte in viaggio in parte in esilio), Epistulae ex Ponto e Ibis (scritti durante il periodo di relegazione). Più interessante la seconda parte dell'"accessus", dove Arnolfo, chiarito il significato e la ragione del titolo grecizzante del poema, tratta i vari generi di trasformazione, distinguendone tre: la naturale, che si presenta quando la materia si trasforma per dissolvimento, la magica, quando è il corpo a mutare ma lo spirito rimane inalterato (Licaone, Io), la spirituale quando è lo spirito a mutare ma il corpo rimane inalterato (Agave, Autonoe). Viene poi chiarita l'"intentio" dell'opera, che non consiste solo nel descrivere il trasmutare di forme corporee, ma anche di quelle dello spirito. Ovidio ci mostra, attraverso le sue favole, l'irrazionale trasformazione dell'anima nell'errore e l'eventuale riottenimento della sua precedente forma coll'abbandono dei vizi: Arnolfo ascrive così all'etica la filosofia sottostante del poema.
Arnolfo non si discosta molto dal modo di procedere rilevato nelle glosse ai Fasti: delucidazioni delle allusioni e dei costrutti meno ovvi, nessuna citazione di autori, nessuna esposizione parafrastica e scarso apparato dottrinario. Nello stato in cui ci sono pervenute, non sono altro che una serie slegata di glosulae interlineari scritte di seguito l'una all'altra. Di quella parte più viva e personale, che non dovette mancare alle lezioni del maestro, è rimasto pochissimo. Il materiale sopravvissuto rivela un'interpretazione della lettera sempre aderente al testo, chiara e sensata; in alcuni punti si giustappongono varianti di lezioni al testo; scarsa conoscenza della toponomastica antica ma rispettabili cognizioni geografiche. Per quanto riguarda la sua preparazione su miti e costellazioni, essa deve essersi formata principalmente attraverso Servio Mario Onorato e i Mitografi Vaticani.
Lo stesso codice che tramanda il commento alle Metamorfosi, presenta alla fine le Allegoriae, che Arnolfo compose reinterpretando il poema e che incontrarono un successo straordinario, considerando le continue citazioni e trascrizione che ne sono state fatte. Attraverso di esse Arnolfo propone una giustificazione etica del mito con la religione.

### Glosulae super Lucanum
Il commento di Arnolfo alla Pharsalia di Lucano non si presenta come una mera raccolta di glosse, ma come un lavoro continuo, coerente e originale, caratterizzato da un marcato platonismo, percepibile soprattutto nei frequenti richiami a Platone e al Timeo in particolare.

## Le opere di dubbia attribuzione

### Heroides,Tristia,Epistulae ex PontoeCommentum ad Horatium
Arnolfo potrebbe anche avere commentato Heroides, Tristia ma, con le nostre conoscenze attuali, non abbiamo elementi per poterlo affermare con sicurezza. Potrebbe, inoltre, aver allestito un Commentum ad Horatium e un commento alle Epistulae ex Ponto.

### LidiaeMiles gloriosus
Ad Arnolfo di Orléans sono state anche attribuite, a ragione o no, una o entrambe di queste commedie elegiache.

## L'attribuzione dellaLidia
Fondamentale per l'attribuzione della Lidia risultano i vv. 7-30 del prologo in cui l'autore, dopo un paragone tra la Lidia e il Geta di Vitale di Blois a sottolineare l'appartenenza del componimento a quello che è ormai un genere letterario, contesta le accuse di plagio di un ignoto avversario. Per rispondere alle critiche impiega una metafora (vv. 17-18: “Negat hic cornicula risum: / qui nitet his plumis, est meus ille color”) che è stata interpretata come un contrattacco per le rime, ossia con le stesse immagini, impiegate da Matteo di Vendôme nella sua Ars versificatoria proprio per biasimare l'impadronirsi di altri, ossia Arnolfo d'Orléans, paragonato a una cornacchia, di un suo brano di poesia come modello per adornare le loro opere. Per dire ciò, aveva ripreso un brano di Orazio (epist. I 3, 18-20) dove il poeta esorta Celso a comporre brani originali: “ne, si forte suas repetitum venerit olim / grex avium plumas, moveat cornicula risum / furtivis nudata coloribus”. Il passo citato del prologo della Lidia sarebbe dunque una replica a tali diffamazioni. Questo indizio non ha, tuttavia, convinto tutti gli studiosi, poiché il paragone tra plagiario e cornacchia non era un tratto esclusivo dell'ambiente di Matteo e Arnolfo (nella tarda antichità lo vediamo sfruttato, ad esempio, da Rufino contro Girolamo). A contrapporre polemicamente il prologo della Lidia a Matteo di Vendôme vi è un secondo elemento: la ratio viene rivendicata come qualità individuale tale da potersi acquisire attraverso lo studio e la fatica, e non necessariamente innata (prologo vv. 21-30). Il tono irritato che traspare dal brano: “Invide, si nescis, ratio non omnis in uno”, con ciò che segue, potrebbe essere un'ulteriore replica a Matteo, che aveva ripreso anche in un altro passo il paragone con la cornacchia, sia pure in termini diversi, contro il rivale. Passo in cui lo accusava, inoltre, di essere rationis inops, secondo la concezione che considerava impossibile acquisire la ratio, se non la si possedeva come dono di natura. Il convergere di questi elementi non sembra conferire all'attribuzione una piena certezza, ma comunque un grado sufficiente di probabilità.

### L'attribuzione diMileseLidiaallo stesso autore
Il Miles gloriosus e la Lidia sono stati tramandati anonimi e gli studiosi li hanno sempre considerati legati tra loro, questo perché il verso iniziale dell'argomentum della Lidia, “postquam prima equitis ludentis tempora risit”, è stato considerato come un riferimento al protagonista del Miles, cui la qualifica di eques ludens calza perfettamente. Non tutti però sono d'accordo sulla validità di questo collegamento: Cecchini osserva che il testo del verso in questione, edito secondo il manoscritto Viennese, non è sicuro, anzi, vista la presenza sospetta dell'elisione tra prima ed equitis, poco conforme alla norma dell'autore, assai poco probabile. 
Vi sono molti parallelismi tra Lidia e Miles gloriosus: eguale numero di prove da affrontare prima della possibilità di compiere l'illecito amore a scapito del marito di lei; simile avvicendarsi degli avvenimenti, dove, una volta completata la terza prova, la quarta ben diversa per struttura e complessità è ambientata in un giardino; in entrambi i testi vi è una donna forte e volitiva, che propone la relazione adulterina, incapace di resistere alla passione; presenza dell'amante, in entrambi i casi cavaliere, collaborativo, ma quasi passivo; il marito gabbato, verso cui il narratore non mostra mai solidarietà; è anche possibile cogliere qualche riscontro formale, nonostante le opere siano così diverse dal punto di vista stilistico; ma vi sono anche caratteristiche che le distinguono: la condanna moralistica verso la moglie adultera è espressa solo nella Lidia, mentre nel Miles non vi sono osservazioni esplicite a tale riguardo; il Miles si concentra sull'azione e sull'intrigo e non si spendono parole per caratterizzare i personaggi (di cui vengono persino taciuti i nomi) o per approfondimenti psicologici, nella Lidia, invece, gli sviluppi della vicenda vengono fatti ricondurre al carattere di ciascun personaggio, analizzato mediante la descrizione della sua reazione, della sua fisicità e dei suoi commenti a quanto accade.
Il Miles gloriosus, calando i personaggi interamente negli avvenimenti, nei quali sembrano quasi intervenire per mero istinto, potrebbe essere ascritto al genere dei fabliaux, la Lidia, d'altro canto, concentrandosi sulle loro qualità morali e pensieri, non solo rivela suggestioni dalla poesia virgiliana e ovidiana, ma anche da eroi ed eroine di romanzi cortesi di materia bretone e classica.
L'autore del Miles mostra una notevole padronanza dei mezzi espressivi, manifestata dal lessico piuttosto raffinato e dalla realizzazione di un ornatus concepito come semplice artificio sovrapposto a una materia che l'autore sembra adottare senza alcuna apparente motivazione.
Orlandi cerca di far luce sulla questione, confrontando i due testi poetici sulla base della tecnica versificatoria. L'indagine non risolve definitivamente la questione ma dimostra come l'ipotesi di un unico autore per le due commedie sia problematica, in quanto certi caratteri più “antichizzanti” del Miles gloriosus, come ad esempio la scarsa propensione per i versi con due spondei nella prima metà, non sono condivisi dalla Lidia, che dovrebbe essere un'opera cronologicamente posteriore. 
Per concludere, Matteo di Vendôme non avrebbe avuto sicuramente nulla da obiettare allo stile e all'ornatus del Miles gloriosus, mentre avrebbe qualcosa da ridere a quelli della Lidia. Come sottolinea anche il Cecchini: l'autore “si direbbe quasi cresciuto alla scuola di Matteo di Vendôme”. 
Anche continuando a supporre, sottolinea Orlandi, che entrambe le commedie derivino dalla stessa penna e che siano state composte a molta distanza di tempo l'una dall'altra, non si riuscirebbero a spiegare gli esiti contraddittori che deriverebbero da tale ipotesi: da una parte, se il Miles fosse stato scritto prima da un autore capace di tale disinvoltura versificatoria, linguistica e retorica, è difficile immaginare che il suo stile e lessico siano diventati più rozzi al momento di comporre la Lidia; dall'altra, è difficile pensare che, se la Lidia fosse stata scritta prima, prodotto originale e complesso, l'autore abbia poi prodotto un'opera come il Miles, che narra una vicenda molto più semplice. Non si capisce nemmeno come, dopo aver basato sull'approfondimento psicologico dei personaggi una commedia, lo stesso autore abbia potuto scriverne in seguito una programmaticamente giocata su caratteri generici. Gli argomenti, dunque, suggeriscono di attribuire solo la Lidia ad Arnolfo di Orléans: tra le due è l'unica a mostrare qualche rapporto con le invettive di Matteo di Vendome. Per quanto riguarda la questione di quale tra i due testi sia fonte dell'altro, è più probabile che sia la Lidia ad essere stata considerata per il Miles, e non il contrario.

### Fonti e strumenti
- C.A.L.M.A. : Compendium auctorum Latinorum Medii Aevi, 500-1500, 1.4: Antonius Galatheus-Augustinus de Obernalb, 2001.
- Commedia latine del XII e XIII secolo, IV, Genova, Istituto di filologia classica e medievale, 1983.
- Commedia latine del XII e XIII secolo, VI, Genova, Dipartimento di archeologia, filologia classica e loro tradizioni, 1998.
- Lo spazio letterario del Medioevo, I il medioevo latino, Volume V - Cronologia e bibliografia della letteratura mediolatina.

### Studi
- Enzo Cecchini, Scritti minori di filologia testuale, editore Quattroventi, 2008
- Fausto Ghisalberti, Arnolfo d'Orléans. Un cultore di Ovidio nel secolo XII., Ulrico Hoepli, 1932.
- Giovanni Orlandi, Scritti di filologia mediolatina, Firenze, Sismel Edizioni del Galluzzo, 2008.